# Begonia aequata
Espèce
Begonia aequata est une espèce de plantes de la famille des Begoniaceae.
Ce bégonia est originaire des Philippines. L'espèce fait partie de la section Petermannia ; elle a été décrite en 1854 par le botaniste américain Asa Gray (1810-1888) et l'épithète spécifique, aequata, signifie « égalisé », par référence à la faible dissymétrie du lobe des feuilles, forme rare chez les bégonias.